# Bushmaster (Marvel Comics)
Pour les articles homonymes, voir Bushmaster.
Bushmaster est le nom de deux super-vilains appartenant à l'univers de Marvel Comics. Il est apparu pour la première fois dans Captain America #310, en 1985.

## John McIver

### Biographie fictive
John McIver est une figure du crime organisé. Il a grandi avec son frère Quincy sur une île non identifiée de la mer des Caraïbes.
John travaille pour la branche européenne de la Maggia. Surnommé Bushmaster, il affronte notamment Iron Fist. En voulant étendre l'organisation jusqu'à New York, il se fait repérer par le FBI, la CIA et Interpol. Misty Knight est envoyée par le procureur de district de New York pour infiltrer l'organisation. Elle fait croire à une relation entre eux deux pour le piéger et l'arrêter. Pour se venger, Bushmaster engage Luke Cage en lui promettant de prouver qu'il avait été piégé pour trafic de drogue. Bushmaster capture aussi le docteur Noah Burstein et Claire Temple pour forcer Cage à obéir. Cage s'allie finalement avec Iron Fist. Ensemble, ils parviennent à vaincre Bushmaster. Ce dernier force Burstein à le muter, comme il l'avait fait pour Cage. 
Quelque temps plus tard, la mutation provoque des complications et Bushmaster s'en trouve paralysé. Il essaye de trouver un remède mais l'une des expériences transforme sa peau en une matière métallique. Il se retrouva piégé dans un corps immobile.
Quelques années plus tard, son fils Cruz capture Burstein et Luke Cage, pour guérir son père. Il veut en réalité accaparer sa puissance physique et se branche lui-même à la machine. John reprend alors connaissance et inverse le processus. Son fils est tué mais cela augmente la propre force de John, qui dépasse alors celle de Cage. Devenu surpuissant, « Power Master » sera finalement vaincu par Iron Fist. Pour honorer sa mémoire, son frère Quincy reprend le surnom de Bushmaster.

### Pouvoirs et capacités
Il possède une force dépassant légèrement celle de Luke Cage. Sa force atteignit une « Classe 75 » quand il est transformé en Power Master. Sa peau, ses tissus et ses os sont durs comme de l'acier trempé.

### Apparition dans d'autres médias
Le personnage de John McIver apparait dans la deuxième saison de la série télévisée Netflix Luke Cage (série télévisée), interprété par Mustafa Shakir (en). Dans cette version, il tire sa force et sa résistance physique du Nightshade, une plante originaire de Jamaïque mais qui l'affaiblit lorsqu'il en prend trop. Il prend le contrôle d'un gang jamaïcain pour tuer Mariah Dillard et prendre le contrôle d'Harlem afin de venger l'honneur de sa famille, décimée par les Stokes.

## Quincy McIver

### Biographie fictive
Quincy McIver est un petit voyou des Caraïbes. Il perd ses membres lors d'un accident de bateau, alors qu'il essayait d'échapper à la police. Infirme, il est pourtant engagé par la Roxxon Oil Company. Ses bras sont remplacés par des prothèses et les jambes par une longue queue cybernétique. Il prend alors le nom de code de Bushmaster, en l'honneur de son frère John « Bushmaster » McIver, tué dans un combat contre Luke Cage.
Sidewinder le recruta pour rejoindre l'association criminelle connue sous le nom de Société du serpent. Bushmaster lui en fut reconnaissant, considérant que c'était ce qui pouvait lui arriver de mieux compte tenu de sa condition de monstre. Il fut empoisonné par la  Vipère, mais Captain America le sauva de la mort.
Dans une autre mission pour le compte de Ghaur et Llyra, il affronta les X-Men.

#### Après la Guerre Civile
Au cours du crossover Civil War, McIver fut contraint de travailler pour les Thunderbolts, avec le Cobra et Rattler.
On revit Bushmaster prisonnier du fils de Kraven le chasseur sur un bateau transformé en ménagerie. Quand le bateau fut investi par le Punisher, Bushmaster fut vaincu au combat par Alyosha Kraven.

### Pouvoirs
- La queue bionique de Bushmaster lui permet de se déplacer et de fouetter ses ennemis avec grande puissance, à plus de 4m. Sa vitesse de reptation est de 64 km/h. Elle est assez forte pour broyer un tuyau d'acier.
- Ses bras bioniques sont tous deux équipés d'une grande griffe de 15cm, pointue et recouverte de venin de serpent.

### Apparition dans d'autres media
- 2010: Avengers: L'équipe des super héros